# Brachythecium leiopodium
Brachythecium leiopodium är en bladmossart som beskrevs av Brotherus 1929. Brachythecium leiopodium ingår i släktet gräsmossor, och familjen Brachytheciaceae. Inga underarter finns listade i Catalogue of Life.